# Lac Perdu
Lac Perdu är en sjö i Kanada.   Den ligger i regionen Saguenay–Lac-Saint-Jean och provinsen Québec, i den östra delen av landet, 700 km nordost om huvudstaden Ottawa. Lac Perdu ligger 496 meter över havet. Arean är 48 kvadratkilometer. Den sträcker sig 19,0 kilometer i nord-sydlig riktning, och 9,3 kilometer i öst-västlig riktning.
I omgivningarna runt Lac Perdu växer i huvudsak barrskog. Trakten runt Lac Perdu är nära nog obefolkad, med mindre än två invånare per kvadratkilometer.